# Форт Кейкдёйн
Форт Кейкдёйн (нидерл. Fort Kijkduin) — бывшая крепость в Нидерландах. Имеет статус национального памятника.

## История
История возникновения форта восходит к временам захватнически походов Наполеона I Бонапарта. Нидерланды были включены в Французскую империю (Первую Империю). Форт был построен по приказу Наполеона Бонапарта во время его визита в 1811 году. Он увидел большую ценность и значимость этого стратегическом месте в Ден-Хелдере, что был своего рода «Гибралтар Севера». Первый этап строительства продолжался до 1813 года. Начиная строительство форта в 1811 году, французский император Наполеон I Бонапарт, рассчитыввл создать в этом голландском порту Ден-Хелдер — крупнейшую на Северном море военно-морскую базу, подобную средиземноморскому Гибралтару.
Крепость изначально называлась в честь Морлана, Франсуа-Луи де (François-Louis de Morlan (1771-1805)) — Форт Морлан. В 1791 году он вступил добровольцем в службе в армии Наполеона. В 1805 году он имел звание полковника. Во время битвы при Аустерлице 2 декабря 1805 он был ранен и позже скончался. После того, как Франция была разгромлена и образовано Королевство Нидерландов — в 1815 году форт был переименован в Форт Кейкдёйн.
В 1822 году здесь возводится маяк. В 1877 старый маяк был снесён, и на его месте возводится самый высокий в течение длительного времени маяк Нидерландов Ланге-Яп (Lange Jaap).
В настоящее время в старой крепости находится музей. В его экспозиции — коллекции старинного и современного оружия, в том числе времён Второй мировой войны. Интересны подземные, проложенные в скалах тоннели и оборонительные сооружения. В 1996 году при музее был открыт океанариум со стеклянным тоннелем длиной в 15 метров. От музея открывается великолепный вид на Северное море. На территории располагается маленькая обсерватория. Форт Кейкдёйн имеет статус национального памятника.

## Характеристика сооружения
Кирпичный редут с двумя бастионами на южной стороне, окруженный сухим рвом.
Размеры редута составляли:
- 64 м длина;
- 39 м ширина;
- 7 м высота.

Стены с северной и южной стороны выполнены из кирпича; толщина 3,5 м. С западной и восточной сторон — 0,9 м. Внутренние стены;
- 39 м длина;
- 6 м ширина;
- 4,5 м высота.

Основное здание состоит из восьми крытых сооружений, которые вмещали гарнизон более чем на 700 солдат.

## Иллюстрации

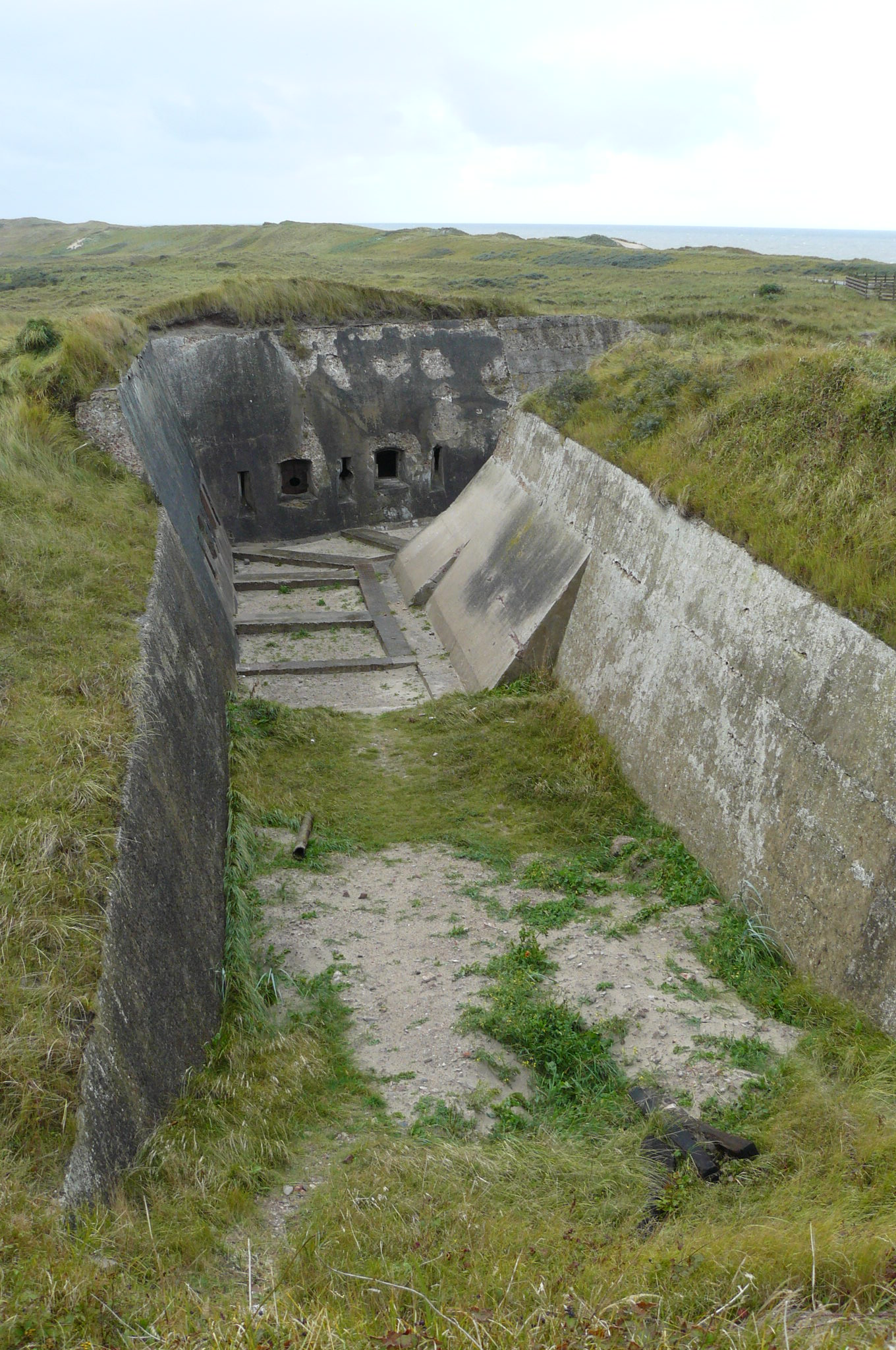
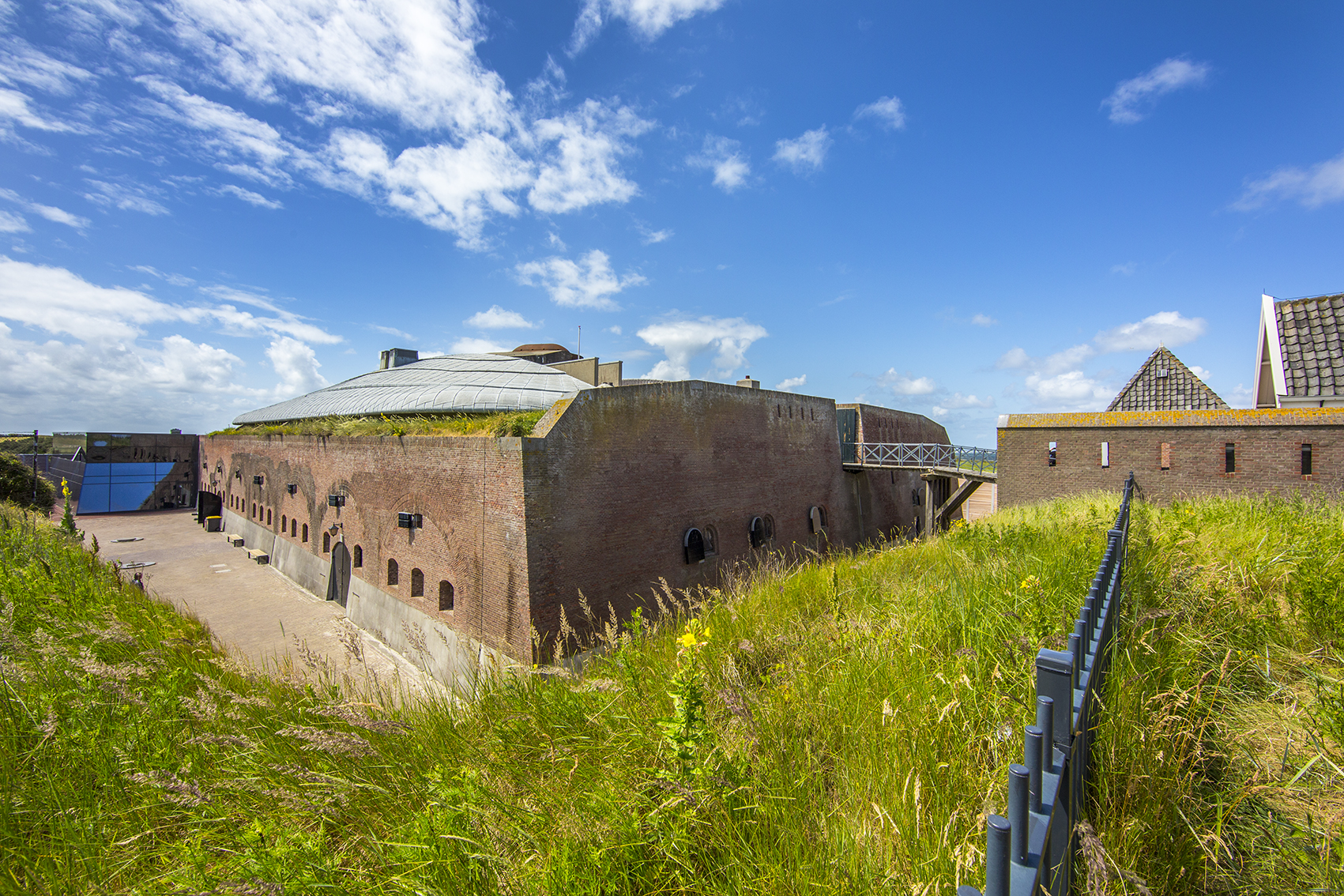
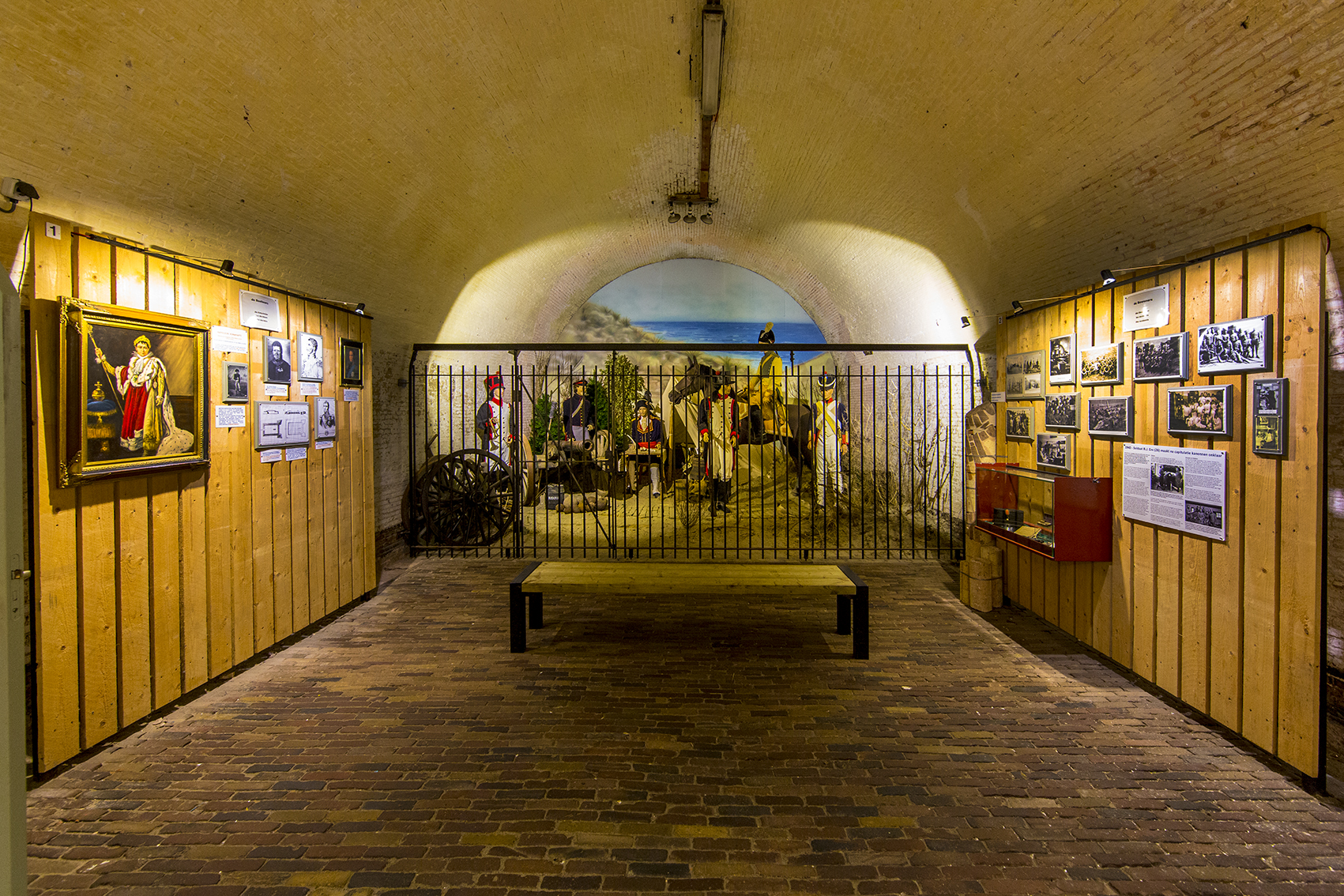
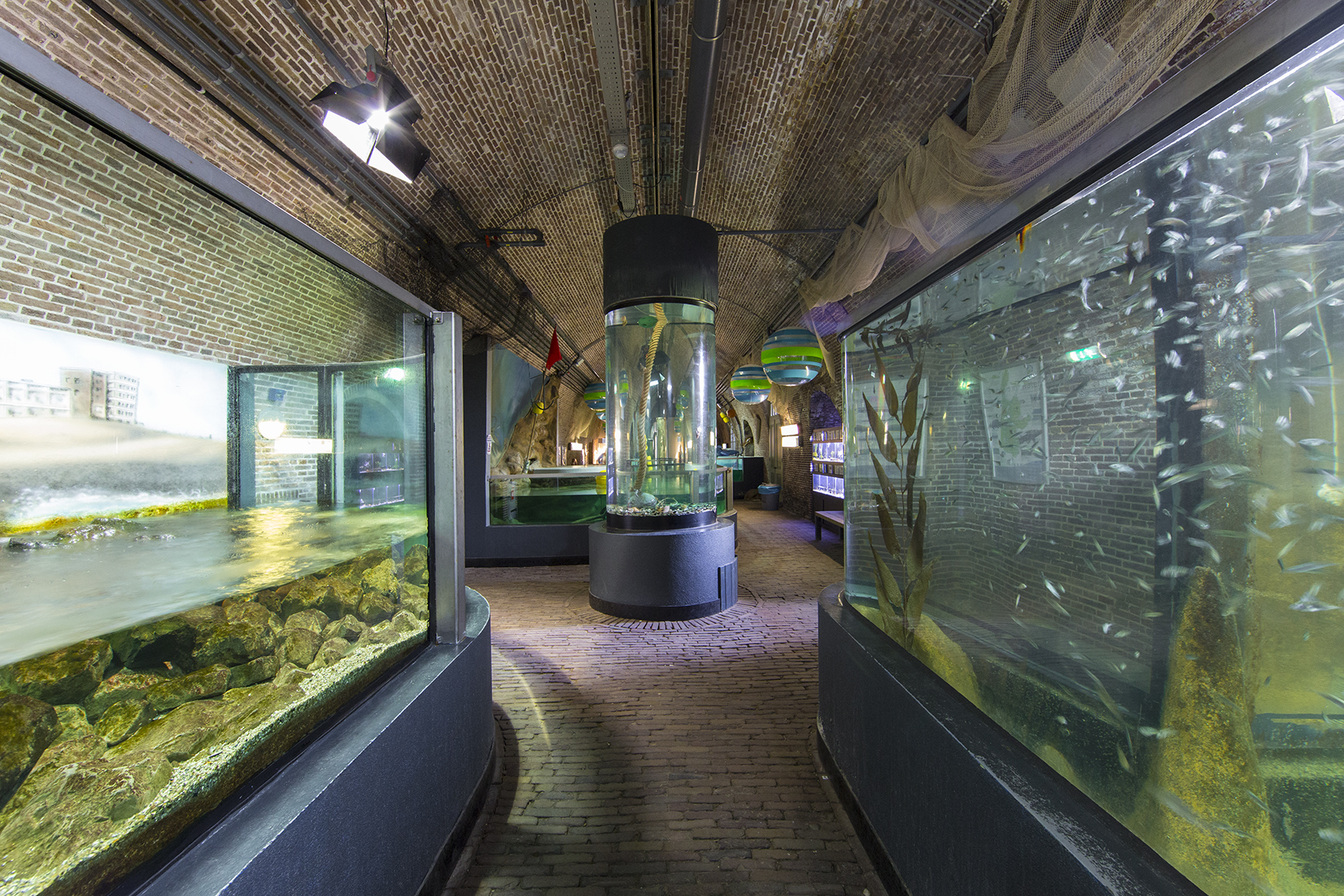
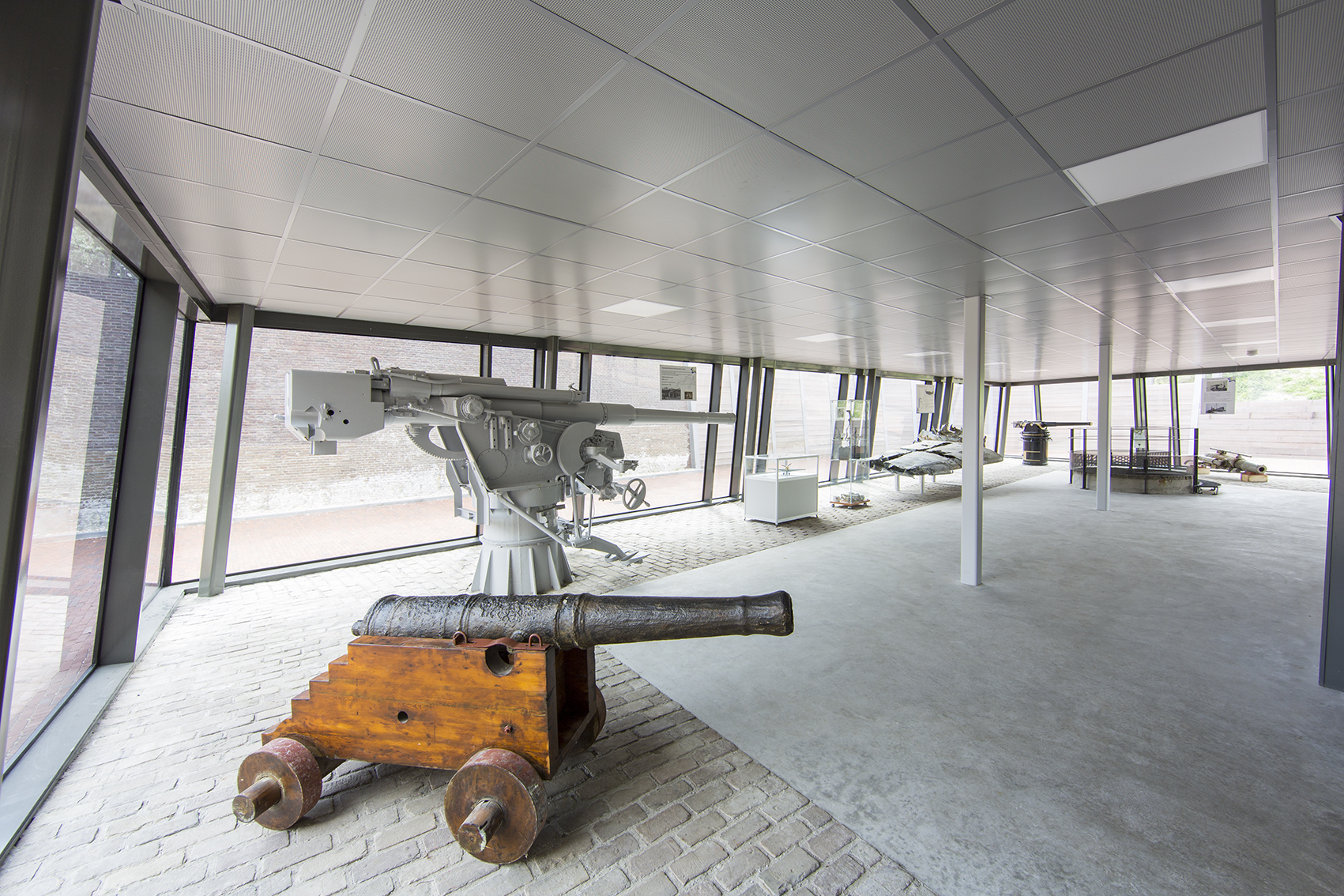
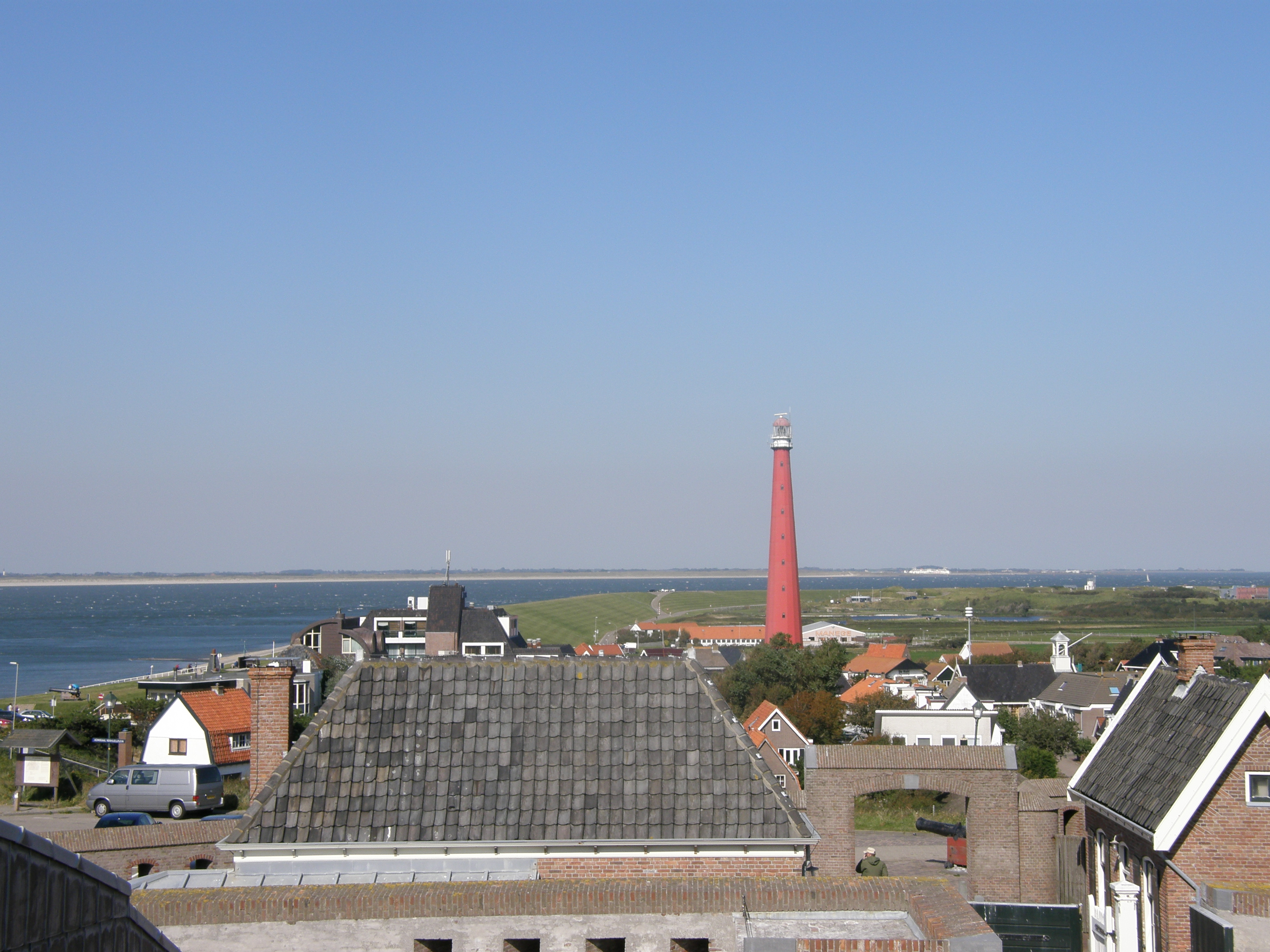
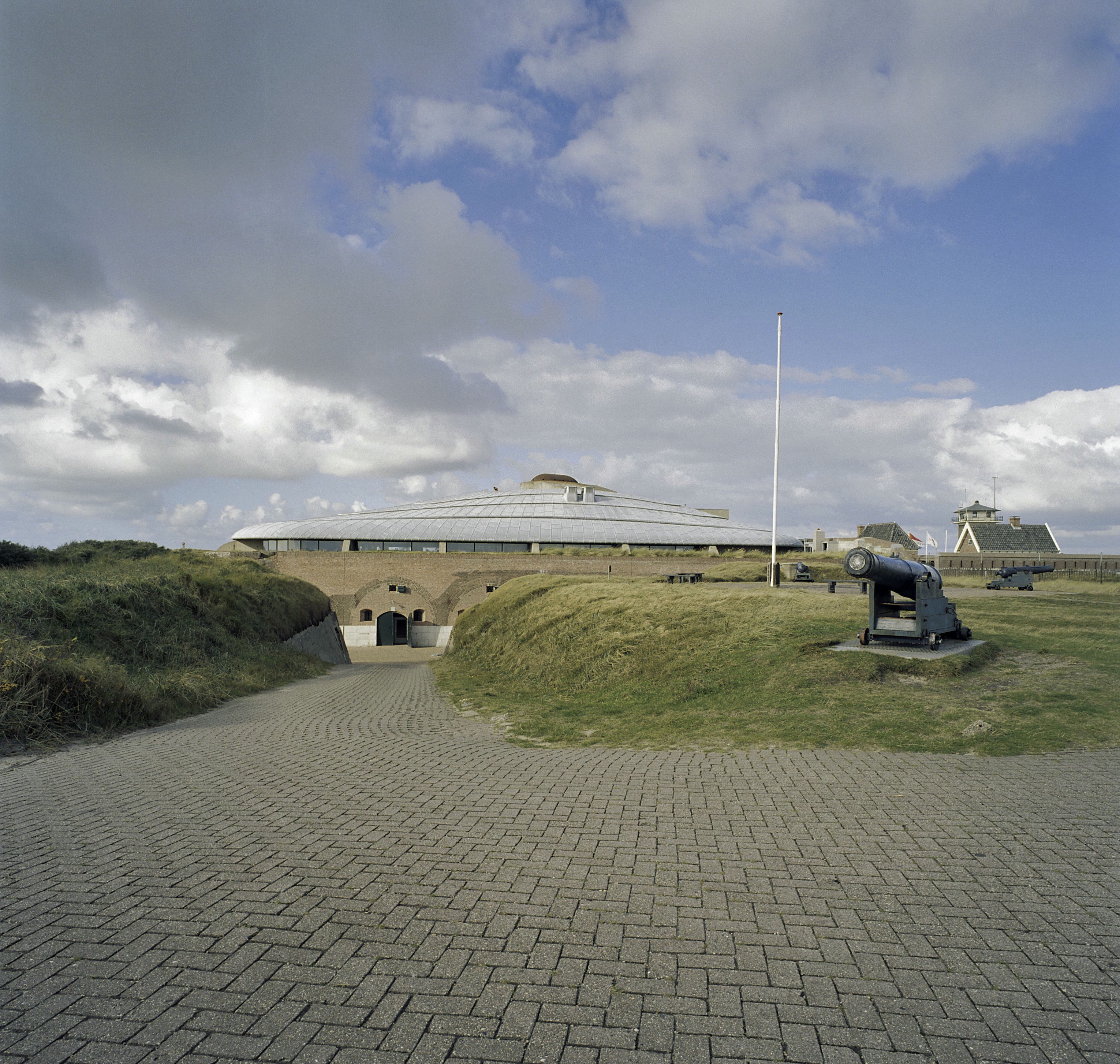